# Stračov
Stračov (deutsch Straczow, auch Stratschow, 1939–1945: Elsterhof) ist eine Gemeinde in Tschechien. Sie liegt sieben Kilometer nördlich von Nechanice und gehört zum Okres Hradec Králové.

## Geographie
Stračov befindet sich in den südlichen Ausläufern des Horschitzer Berglandes auf einem Höhenrücken.
Nachbarorte sind Milovice u Hořic und Čeňov im Norden, Klenice im Nordosten, Dub und Mžany im Osten, Stračovská Lhota im Südosten, Nerošov und Suchá im Süden, Pšánky im Südwesten, Petrovičky im Westen sowie Bříšťany im Nordwesten.

## Geschichte
Die erste schriftliche Erwähnung von Stračov erfolgte im Jahre 1358. Der Ortsteil Klenice ist seit 1318 urkundlich nachweisbar. Durch seine günstige Lage an einem bedeutenden Handelsweg entwickelte sich Stračov zu einem regionalen Zentrum. Im Jahre 1495 erhob König Vladislav II. Stračov zum Städtchen und erteilte das Privileg zur Abhaltung eines Wochenmarktes.
Stračov bildete den Sitz einer kleinen Herrschaft, zu deren Besitzern eine Vielzahl von Adelsgeschlechtern gehörte. In der Mitte des 18. Jahrhunderts war Johann Anton von Breda Besitzer der Güter. Er ließ anstelle der Feste ein barockes Herrenhaus errichten. Im Jahre 1800 erwarb der Prager Bürger Prokop Kern die Herrschaft und ließ das Herrenhaus zum Schloss umgestalten. Nachdem Franz de Paula Ernst Graf Harrach 1838 Stračov von Barbara Kern gekauft und an die Herrschaft Sadová angeschlossen hatte, verlor das Schloss seine Funktion als Herrensitz. Harrach ließ das Schloss Hrádek u Nechanic als neuen repräsentativen Sitz errichten. Das Schloss in Stračov wurde für Verwaltungszwecke genutzt und die Güter in Pšánky der Gutverwaltung Stračov angegliedert.
Nach der Aufhebung der Patrimonialherrschaften bildete Stračov eine Gemeinde im Bezirk Königgrätz. Im Jahre 1869 hatte Stračov 607 Einwohner. 1923 erfolgte im Zuge der Bodenreform eine Parzellierung des Großgrundbesitzes der Grafen Harrach. Das Schloss erwarb 1925 Otto František Fišera. Während der Zeit des Protektorates Böhmen und Mähren erhielt der Ort den germanisierten Namen "Elsterhof". Von 1949 bis 1960 war Stračov dem Okres Hořice zugeordnet, seit 1961 gehört die Gemeinde wieder zum Okres Hradec Králové. 1964 erfolgte die Eingemeindung von Klenice.

## Gemeindegliederung
Die Gemeinde Stračov besteht aus den Ortsteilen Klenice (Klenitz) und Stračov (Straczow) sowie der Einschicht Čeňov (Czenow).

## Sehenswürdigkeiten
- Kirche Jakobus des Älteren

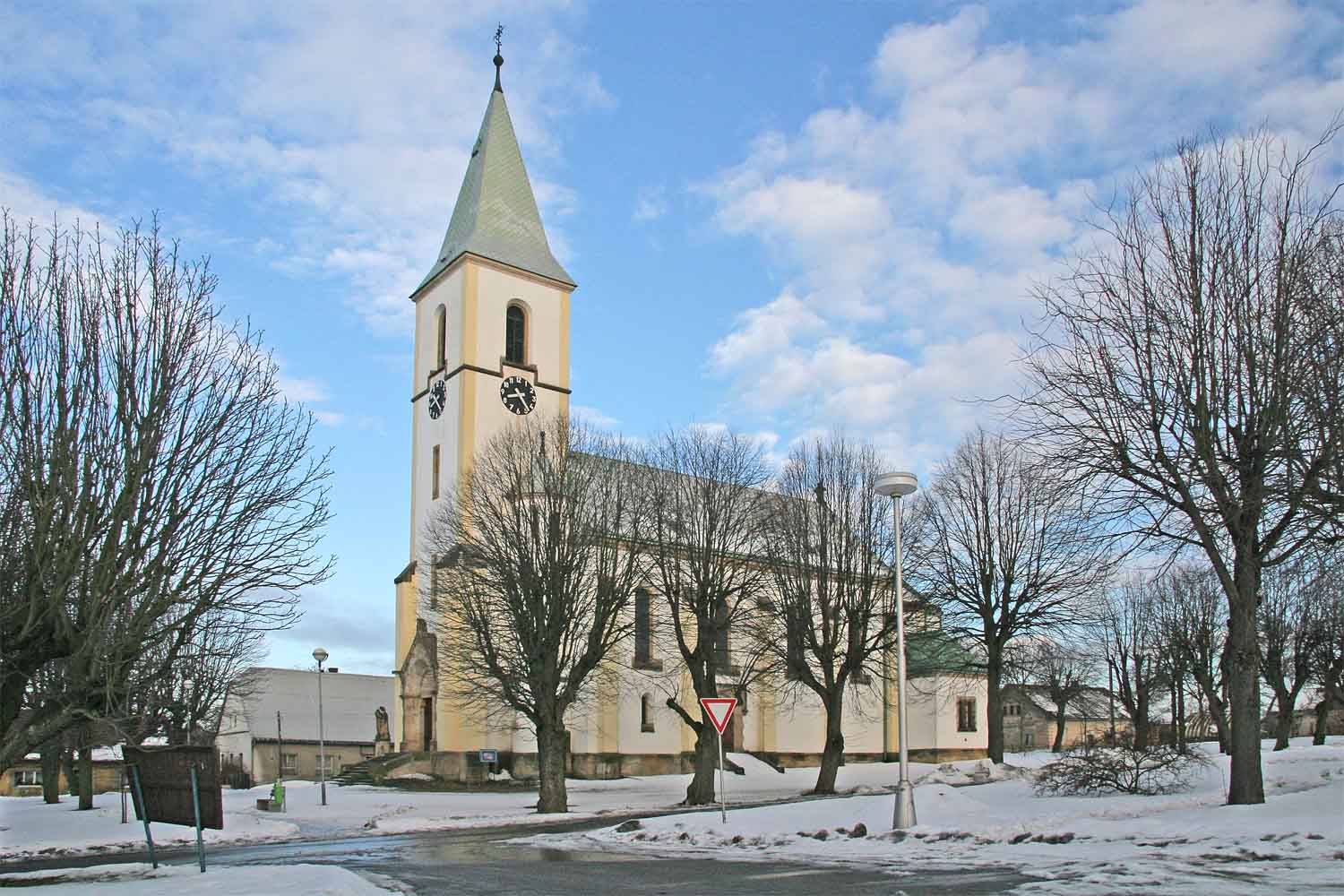
Kirche Jakobus des Älteren

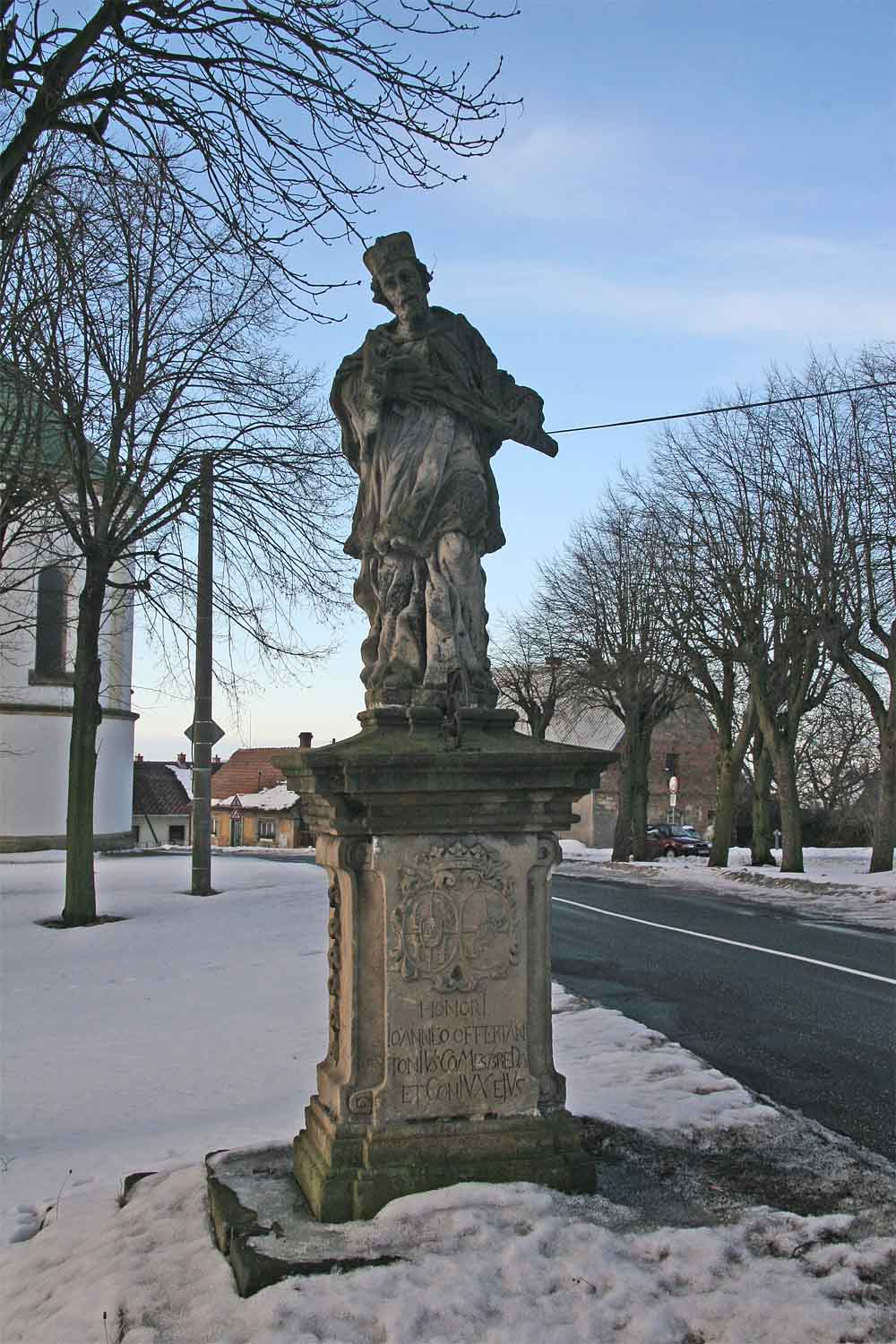
Statue des hl. Johannes von Nepomuk

- Statue des hl. Johannes von Nepomuk
- Schloss Stračov, der zweigeschossige klassizistische Bau entstand 1800 für Prokop Kern durch Umbau eines barocken Herrenhauses. Ab 1839 wurde es als Verwaltungssitz genutzt und verfiel. 1935 wurde das Schloss durch den Gutsbesitzer J. Fišera instand gesetzt und das obere Stockwerk abgetragen. 1988 erwarb die Staatliche wissenschaftliche Bibliothek Hradec Králové das Schloss von František Fišera. Nach der Samtenen Revolution gelangte das Schloss in den Besitz der Gemeinde, die es als Wohnhaus und Depot der Dorfbücherei nutzte und 2006 an die Castle Stracov s.r.o. verkaufte. Seit dem 1. November 2004 gilt das Schloss als Kulturdenkmal.

## Söhne und Töchter der Gemeinde
- Eduard Čech (1893–1960), Mathematiker